# 김태진 (수필가)
김태진은 대한민국 한의사. 배우, 작가이자 뮤지션이기도 하다.

## 주요 이력
1989년 12월, EBS '딩동댕 유치원'으로 데뷔하였고, 이후 MBC, SBS 등 여러 드라마 및 KBS 사랑방중계 등에서 뛰어난 연기력을 선보이며 대중들에게 커다란 사랑을 받았다. 뿐만 아니라 연극 '멕베드', '화분이 있는 집 사람들' 등 에서도 주연으로 캐스팅되어 문예회관 대극장에서 호연을 선보여 큰 호평을 받았다. SBS 창사특집드라마인 '길'에서는 비중있고 소화하기 힘든 동자승 역을 맡아 배우 김영철 분과 함께 드라마를 이끌었다. 어린 나이답지 않게 뛰어난 대사 소화능력과 섬세한 감정연기를 인정받아 이후 MBC 베스트극장 '망향가', '남자만넷', '사랑하는 나의 연사들' 등 줄줄이 원탑 주연 또는 공동주연급 역할을 맡아 훌륭한 연기를 선보였고 SBS 수목드라마 한강뻐꾸기에도 캐스팅되어 당시 30%가 넘는 높은 시청률에 큰 역할을 하였다. 그러던 중 1993년 국내 최장수 드라마이자 당시 국민드라마 전원일기 노마 역 오디션에서 엄청난 경쟁률을 뚫고 캐스팅되었다. 노마 역을 연기하며 많은 국민들에게 깊은 감동을 주었다. 특히 노마는 당시 찢어지게 가난한 집안환경에서도 부모님께 효도하고 신문배달을 하며 열심히 공부하는 생각이 깊은 역할이라 더욱 더 많은 사람들에게 사랑을 받았다. 합류하고 난 후 예전보다 노마의 비중이 확실히 더 커지며 '노마야 힘내라', '아빠도 우리처럼', '노마의 생일' 등 노마가 단독 주인공인 에피소드들이 많아졌다. 이건 아역배우로서 극히 드문 케이스 였는데 믿고 보는 뛰어난 연기력 덕분에 가능한 일이었다. 전원일기를 하며 다른 드라마 및 EBS 프로그램을 활발히 이어나갔고, 매일유업 바이오거트 CF 등 다양하게 활동하였다. 특히 EBS 교육방송의 경우 각 과목 프로그램들은 고정으로 여러 개를 주연으로 맡아 EBS 채널만 틀면 항상 보일 정도였다. 뿐만 아니라 눈높이 대교 및 재능교육 등 모델로도 활동하였는데 대교, 재능교육에서 주최한 전국 수학경시대회 및 한자경시대회에서 대상을 휩쓸었기에 더욱 더 주목을 받지 않을 수 없었다.
그는 연기활동 당시에도 엄청한 공부 천재로 유명했다. 특히 수학과 한자에 있어서 전무후무한 독보적인 실력을 발휘하였다.
초등학교 5~6학년때 대교, 재능교육, 천재교육에서 주최한 수학경시대회에서 대상을 휩쓸었고, 전국 한자경시대회에서 2학년때부터 6학년때까지 총 4회 대상 1회 금상을 차지하였다. 그를 제외하고는 전국 한자경시대회에서 2회 이상 대상을 받은 사람이 아예 없었으니 얼마나 독보적인지 상상하기 어려울 정도이다. 수학 역시 2년 연속 전국 해법수학경시대회 대상, 어린이회관 전국대회 대상, 재능교육 주최 전국 수학경시대회 대상으로 메이져 전국수학경시대회 대상을 모두 석권하였다.
전원일기가 1996년도에 개편으로 아역들이 성인 연기자로 바뀌면서 자연스럽게 하차한 이후로는 점차 연기활동을 줄여나갔다. 그 시기가 마침 중학교 입학과 맞물렸고, 전원일기를 통해 갖게 된 한의사라는 꿈을 이루기 위해 학업에 전념하기로 결심하며 그 후 들어온 캐스팅 제의들을 정중히 거절, 학업에만 몰두하였다.
중고등학교 모두 수석 입학 수석을 졸업했고, 전교 1등을 놓치지 않을 만큰 빼어난 학업성적을 거두었다. 수학과 한문에서도 전국 대회에서 대상을 여러 차례 수상하였고, 국제 수학경시대회 국가대표로도 뽑혔다. 뿐만 아니라 전국 국어 올림피아드 금상, 백일장 수상 등 문과 이과 할 것 없이 이룰 수 있는 모든 것을 이루어 내었다.
중학교 때는 서울대 영재1기생으로 뽑혀 서울대학교에서 교육을 받았으며 고교 시절 서울 고교우수과학실험반에도 선발되었다.
민간외교사절단으로 선발되어 전액 국비로 일본을 다녀왔다. 문화교류연수 차원으로 5박 6일간 교토, 오사타, 나라 등을 돌며 일본 학생들과의 만남을 통해 역사적 문화적 견문을 넓혔다.
고교 시절 카이스트 여름학교, 겨울학교에 여러 차례 선발되었다. 전국에서 10명 이내 선발하는 것으로 알려져 있다.
고교 문이과 통합 수석 졸업 후 2003년 원광대학교 한의과 대학에 입학하였다. 당시 수능 성적 기준으로 상위 0.2% 이내에 들어야 합격이 가능했다.
그 후 2009년 2월, 원광대학교 한의과대학을 우수한 성적으로 졸업하였고, 그 해 1월에 치른 한의사 국가고시에서도 우수한 성적으로 합격하여 한의사 면허를 취득하였다. 국시원 합격수기 공모에서 우수 합격수기로 뽑혔다.
2009년 4월부터 2012년 4월까지 충청남도 공주보건소 한방지역보건실 한의사로 근무하였다. 공중보건의로서의 그의 활약도 정말 특별하였다. 단순히 보건소 근무가 아닌 거동이 어렵거나 생활형편이 어려운 분들을 매일같이 집에 직접 찾아가 가정방문 진료를 하며 그 공을 인정받아 공중보건의로서는 정말 이례적으로 보건복지부 장관 표창을 수상하였다. 또한 그의 활약으로 공주시 보건소가 허브보건소로 선정되기도 하였고 지역주민들에게 실제적인 도움이 되는 여러가지 한방교실 강연으로 큰 호평을 받았다.
공중보건의 이후 꾸준히 진료활동을 하며 KBS '아침마당'과 여유만만 등 각종 토크 프로그램에서 진솔한 이야기와 그만의 공부 노하우 등의 이야기로 이목을 집중시켰고 EBS '부모' 및 KBS '행복한 교실' 등 학습과 관련된 전문 프로그램에서도 그만의 이야기를 차분하면서도 재미있게 풀어내어 국민 학습멘토로서의 활약을 시작했다. TV 토크 프로그램들의 출연이후 다수의 출판사의 러브콜이 쏟아졌다. 출간 제의를 받고 쓰게 된 첫 책인 '공부에 다음이란 없다'는 출간되자마자 학습법 분야 독보적 1위로 올라 단숨에 베스트셀러이자 수험생들의 필독서로 자리매김하였다. 또 같은 해 하반기에 조선일보계열사 출판사인 조선앤북에서도 출간 제의가 들어왔고 '전과목 성적잡는 한자의 힘' 이라는 책으로 다시 한 번 베스트셀러 반열에 올랐다.
두 책 모두 자신만의 이야기를 통해 일반적인 공부책과는 다른 실제적인 공부 노하우와 마인드 그리고 재미까지 더해 수많은 독자들에게 큰 호응을 얻었다. 책 출간과 함께 정기컬럼 제의도 들어와 <레이디경향>에 '김태진한의사가 들려주는 공부의 정석을 시리즈'로 기고했으며 이 역시 다음 컬럼이 기대된다는 많은 의견들과 함께 레이디경향의 핵심 코너이자 인기 코너로 자리잡게 되었다. 더불어 <유웨이 플러스>, <좋은생각> 등 학습뿐만이 아닌 자기계발, 진료 에세이 등을 쓰며 따뜻한 이야기들로 재미와 잔잔한 감동을 담은 글들도 독자들에게 많은 사랑을 받게 되었다.
그 후 진료뿐만 아니라 한국한의학연구원 한의사 대표 패널 및 한의학전문매거진인 <On board> 편집국 편집위원 등 다방면으로 활동하고 있다. 또한 2021년에는 직접 작사 작곡한 곡인 두 딸에게 해주고픈 이야기를 담은 '사랑해' 라는 곡을 발표하여 싱어송라이터이자 래퍼로서의 성공적인 첫 발을 내딛었다.
법학에도 조예가 깊어 2022년 우수한 성적으로 교육부장관 명의의 법학 학위를 취득하였다.
또한 경영정보시스템전문가, 글로벌경영전문가, 마케팅분석전문가, 생산관리전문가, 소비자심리분석사 자격증을 취득하였다.

## 저서

### 에세이
- 《공부에 다음이란 없다》(2012년)
- 《한자(漢字)의 힘》(2012년)

## 출연작

### TV 드라마
- SBS 창사특집드라마 길
- MBC 전원일기 - 노마 아역
- MBC 베스트 극장 - 망향가
- MBC 베스트 극장 - 남자만넷
- MBC 베스트 극장 - 사랑하는 나의 연사들
- SBS 한강 뻐꾸기
- KBS 비가비 外 다수

### 연극
- 맥베드
- 화분이 있는 집 사람들

### TV 프로그램
- KBS 사랑방 중계
- EBS 딩동댕 유치원 外 국어, 수학 등 다수 교과목 프로그램
- EBS 60분 부모
- SBS 밥은 먹고 다니냐
- KBS 행복한 교실 - 위대한 1%의 비밀
- KBS 아침마당
- KBS 세대공감 토요일
- KBS 여유만만
- MBC 기분좋은 날 外 다수
- JTBC 회장님네 사람들